# Milan Tichý
Milan Tichý (* 22. September 1969 in Plzeň, Tschechoslowakei) ist ein ehemaliger tschechischer Eishockeyspieler und derzeitiger -scout, der während seiner aktiven Karriere zwischen 1987 und 1996 unter anderem 23 Spiele für die Chicago Blackhawks und New York Islanders in der National Hockey League auf der Position des Verteidigers bestritten hat. Seit dem Sommer 1999 ist er als Scout für den europäischen Spielermarkt bei den Columbus Blue Jackets aus der NHL angestellt.

## Karriere
Tichý entstammte dem Nachwuchs des TJ Škoda Plzeň, dem Klub seiner Geburtsstadt. Diesem blieb er bis 1989 treu und feierte dort auch sein Debüt in der ersten tschechoslowakischen Liga. Im Sommer 1989 wechselte er innerhalb der Liga zum ASVŠ Dukla Trenčín, wo er weitere zwei Jahre spielte.
Im Sommer 1991 zog es den Verteidiger nach dem Fall des Eisernen Vorhangs nach Nordamerika. Dort nahmen ihn die Chicago Blackhawks aus der National Hockey League unter Vertrag, die ihn bereits im NHL Entry Draft 1989 in der achten Runde an 153. Position ausgewählt hatten. Die Blackhawks setzten den Tschechen zunächst in der International Hockey League bei den Indianapolis Ice ein, ehe er in der Spielzeit 1992/93 sein NHL-Debüt feierte und dort zu insgesamt 13 Einsätzen kam. Den Großteil der Saison verbrachte er aber erneut in der IHL. Durch den NHL Expansion Draft 1993 gelangte er im Juni 1993 zum neu gegründeten Franchise der Florida Panthers, die sich aber noch vor dem Start der Saison 1993/94 von ihm trennten und per Transfer zu den Winnipeg Jets schickten. Im Gegenzug wechselte Brent Severyn zu den Panthers.
In der Organisation der Winnipeg Jets spielte Tichý ausschließlich für die Moncton Hawks in der American Hockey League. Nach der Spielzeit verlängerten die Jets den Vertrag nicht, wodurch der Abwehrspieler als Free Agent zu den New York Islanders. Auch dort gelang ihm der Durchbruch nicht und verbrachte die beiden Spielzeiten zwischen 1994 und 1996 hauptsächlich in der IHL, wo er mit den Denver Grizzlies im Frühjahr 1995 den Turner Cup gewann. Gegen Ende der Saison 1995/96, die von Verletzungen geprägt war, kehrte Tichý nach Tschechien zurück und absolvierte einige Partien für den AC ZPS Zlín. Im Sommer 1996 beendete er aufgrund der in der zurückliegenden Spielzeit erlittenen Rückenverletzung seine Karriere im Alter von 26 Jahren.
Im Sommer 1998 schloss sich Tichý der Organisation der Nashville Predators aus der NHL an. Dort war er ein Jahr lang als Scout für den europäischen Spielermarkt tätig. Seit dem Sommer 1999 führt er diese Funktion bei den Columbus Blue Jackets aus.

### International
Tichý vertrat die tschechoslowakische U20-Nationalmannschaft bei den Junioren-Weltmeisterschaften 1988 und 1989. Nach einem vierten Platz im Jahr 1988 gewann er im folgenden Jahr die Bronzemedaille und wurde zudem als einer von zwei Verteidigern ins All-Star-Team gewählt.
Für die Herren-Auswahl stand er zwischen 1989 und 1991 in insgesamt 17 Partien auf dem Eis, nahm aber an keinem hochrangigen internationalen Turnier teil.

## Erfolge und Auszeichnungen
- 1989 Bronzemedaille bei der Junioren-Weltmeisterschaft
- 1989 All-Star-Team der Junioren-Weltmeisterschaft
- 1990 Tschechoslowakischer Vizemeister mit dem ASVŠ Dukla Trenčín
- 1995 Turner-Cup-Gewinn mit den Denver Grizzlies

## Karrierestatistik

### International
Vertrat die Tschechoslowakei bei:
- Junioren-Weltmeisterschaft 1988
- Junioren-Weltmeisterschaft 1989

(Legende zur Spielerstatistik: Sp oder GP = absolvierte Spiele; T oder G = erzielte Tore; V oder A = erzielte Assists; Pkt oder Pts = erzielte Scorerpunkte; SM oder PIM = erhaltene Strafminuten; +/− = Plus/Minus-Bilanz; PP = erzielte Überzahltore; SH = erzielte Unterzahltore; GW = erzielte Siegtore; 1 Play-downs/Relegation; Kursiv: Statistik nicht vollständig)